# Theodor Danegger
Theodor Danegger (* 31. August 1891 in Lienz, Österreich-Ungarn, als Theodor Deutsch; † 11. Oktober 1959 in Wien) war ein österreichischer Opernsänger und Schauspieler.

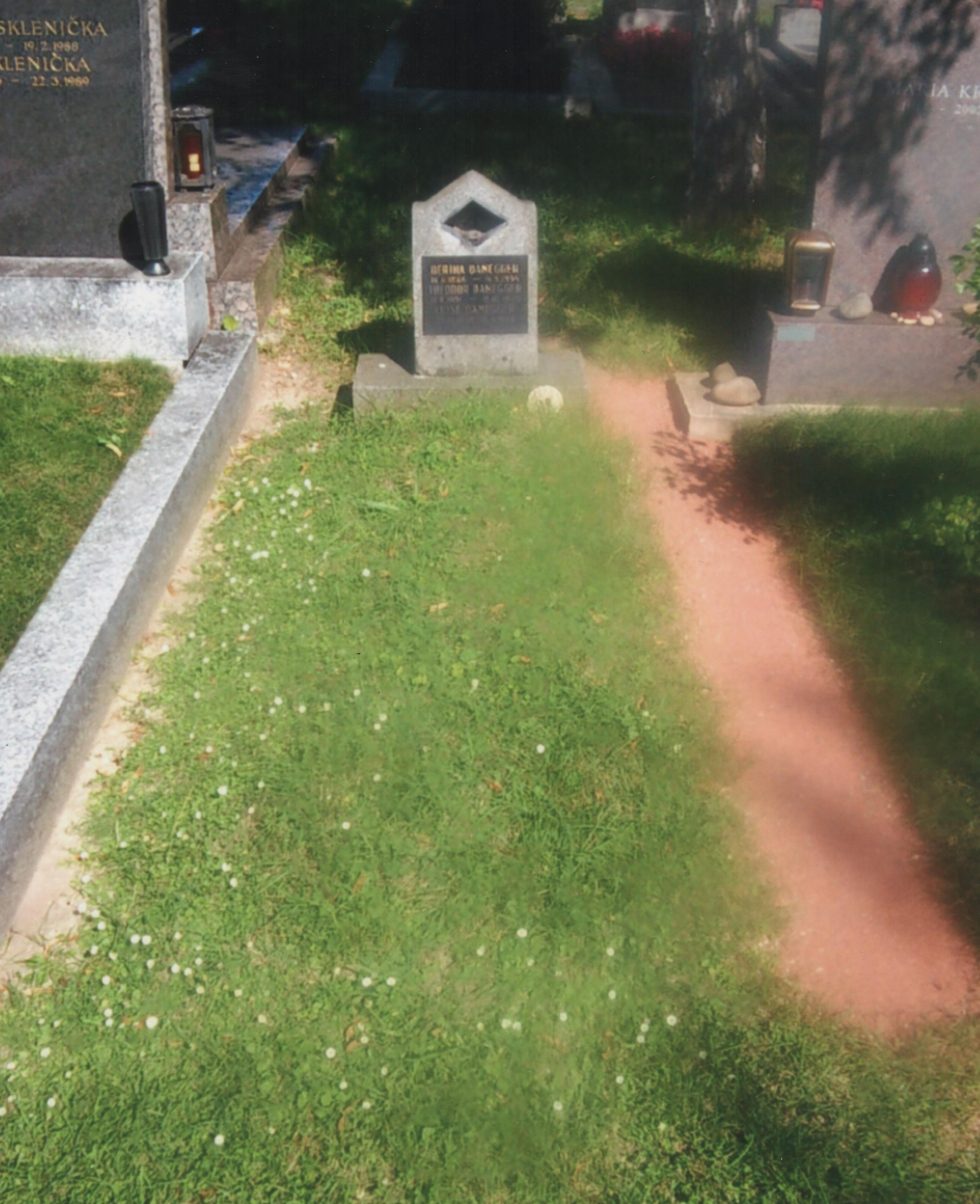
Grabstätte von Theodor Danegger

## Leben und Arbeit
Der aus einer Schauspielerfamilie stammende Theodor Danegger war am Wiener Burgtheater (1905–1913), am Wiener Volkstheater, an der Neuen Wiener Bühne, am Frankfurter Schauspielhaus und an den Münchner Kammerspielen (1934–1939) engagiert. Seit 1919 trat er in kleinen Nebenrollen auch im Film auf, häufiger war er dort jedoch erst ab 1939 zu sehen. Wegen seiner schlanken, vornehmen Erscheinung wurde er gelegentlich als Adliger oder Geschäftsmann eingesetzt, meist verkörperte er jedoch Diener und andere kleine Leute.
Während der Dreharbeiten zu dem Eisrevuefilm Der weiße Traum (1943) wurde Theodor Danegger wegen homosexueller Handlungen vorübergehend inhaftiert. Nach dem Ende des Zweiten Weltkrieges fand er bald neue kleine Filmengagements, zunächst in österreichischen, und von 1949 zunehmend häufig auch in westdeutschen Produktionen. Danegger starb 1959 in Wien und wurde auf dem Wiener Zentralfriedhof (Gruppe 122, Reihe 7, Nummer 19) beerdigt.
Theodor Danegger ist der Sohn des österreichischen Charakterdarstellers und Regisseurs Josef Danegger (1865–1933) und der Bruder der Schauspielerin Mathilde Danegger (1903–1988).

## Filmografie
- 1919: Ohne Zeugen
- 1933: So ein Mädel vergißt man nicht
- 1933: Frühlingsstimmen
- 1934: Salto in die Seligkeit
- 1935: Ehestreik
- 1935: Königswalzer
- 1936: Weiberregiment
- 1939: Spaßvögel
- 1939: Drei Väter um Anna
- 1939: Ein hoffnungsloser Fall
- 1939: Maria Ilona
- 1939: Opernball
- 1940: Rosen in Tirol
- 1940: Bal paré
- 1940: Meine Tochter lebt in Wien
- 1940: Ein Leben lang
- 1940: Operette
- 1941: Wir bitten zum Tanz
- 1941: Illusion
- 1941: Hochzeitsnacht
- 1941: Liebe ist zollfrei
- 1941: Dreimal Hochzeit
- 1941: Immer nur Du
- 1941: Die Kellnerin Anna
- 1942: Viel Lärm um Nixi
- 1942: Die heimliche Gräfin
- 1942: Der große Schatten
- 1942: Wen die Götter lieben
- 1942: Dove andiamo, signora?
- 1943: Drei tolle Mädels (Tre ragazze viennese)
- 1943: Abenteuer im Grandhotel
- 1943: Das Ferienkind
- 1943: Die kluge Marianne
- 1943: Der weiße Traum
- 1944: Musik in Salzburg
- 1946: Glaube an mich
- 1947: Die Welt dreht sich verkehrt
- 1947: Triumph der Liebe
- 1948: Leckerbissen
- 1948: Kleine Melodie aus Wien
- 1948: Alles Lüge
- 1948: Das singende Haus
- 1948: Rendezvous im Salzkammergut
- 1948: Der himmlische Walzer
- 1948: Fregola
- 1948: Die Schatztruhe
- 1949: Kätchen für alles
- 1949: Du bist nicht allein
- 1949: Es lebe das Leben
- 1949: Mordprozess Dr. Jordan
- 1949: Der blaue Strohhut
- 1950: Königskinder
- 1950: Erzherzog Johanns große Liebe
- 1951: Es geschehen noch Wunder
- 1951: Mein Freund, der Dieb
- 1952: 1. April 2000
- 1952: Der Obersteiger
- 1953: Drei, von denen man spricht (Glück muß man haben)
- 1953: Hab’ ich nur Deine Liebe
- 1954: König der Manege
- 1955: Ihr erstes Rendezvous
- 1955: An der schönen blauen Donau
- 1955: Hanussen
- 1955: Königswalzer
- 1956: Pulverschnee nach Übersee
- 1956: Lumpazivagabundus
- 1956: Salzburger Geschichten
- 1957: Wie schön, daß es dich gibt
- 1957: Die Zwillinge vom Zillertal
- 1957: Der Graf von Luxemburg
- 1957: Almenrausch und Edelweiß
- 1958: Der Sündenbock von Spatzenhausen
- 1958: Mein Schatz ist aus Tirol
- 1959: Arzt aus Leidenschaft